# Кёртис, Грант
Грант Кёртис — кинопродюсер, работавший с режиссёром Сэмом Рэйми над фильмами «Дар», «Затащи меня в ад», «Человек-паук» и «Оз: Великий и Ужасный». 
Вырос в провинциальном городке Уорренсберг, штат Миссури. Кёртис получил степень магистра в области массовых коммуникаций в 1997 году в Центральном Университете Миссури (UCM), бывшем CMSU (расположен в городе Уорренсбург). 
Написал диссертацию-сценарий под названием: «И Бог отступил в сторону». В сценарии описываются действия молодого человека, который неохотно выполняет предсмертные желания своей бабушки, увозя её в Париж, Франция. Эта история взята из личного опыта Гранта, который был связан со смертью в его семье. 
Вскоре после этого, пока жил в Лос-Анджелесе, Калифорния, сосед сообщил ему, что режиссёр Сэм Рэйми ищет помощника. Кёртис проходил собеседование на эту должность. Он не был уверен в том, что привлек внимание Рейми, из-за западного миссурийского акцента, манеры поведения и небольшого практического опыта. После долгих месяцев ожидания, Кёртис получил эту работу, с чего и начался его путь к успеху.
В 2002 году получил награду Ассоциации выпускников Университета Центральной Миссури «Выдающиеся недавние выпускники».
Помимо продюсирования фильмов, Кёртис в 2007 году написал книгу под названием «Хроники человека-паука: Искусство и создание Человека-паука 3».
Кёртис является исполнительным продюсером потокового сериала «Лунный рыцарь» 2022 года.
Было объявлено, что он и Ник Пепин будут сопродюсерами предстоящего фильма «Фантастическая четвёрка», который выйдет в прокат 14 февраля 2025 года.